# Relações entre Argentina e Uruguai
As relações entre Argentina e Uruguai são as relações diplomáticas estabelecidas entre a República Argentina e a República Oriental do Uruguai. Ambos os países eram parte do Império Espanhol.

## História

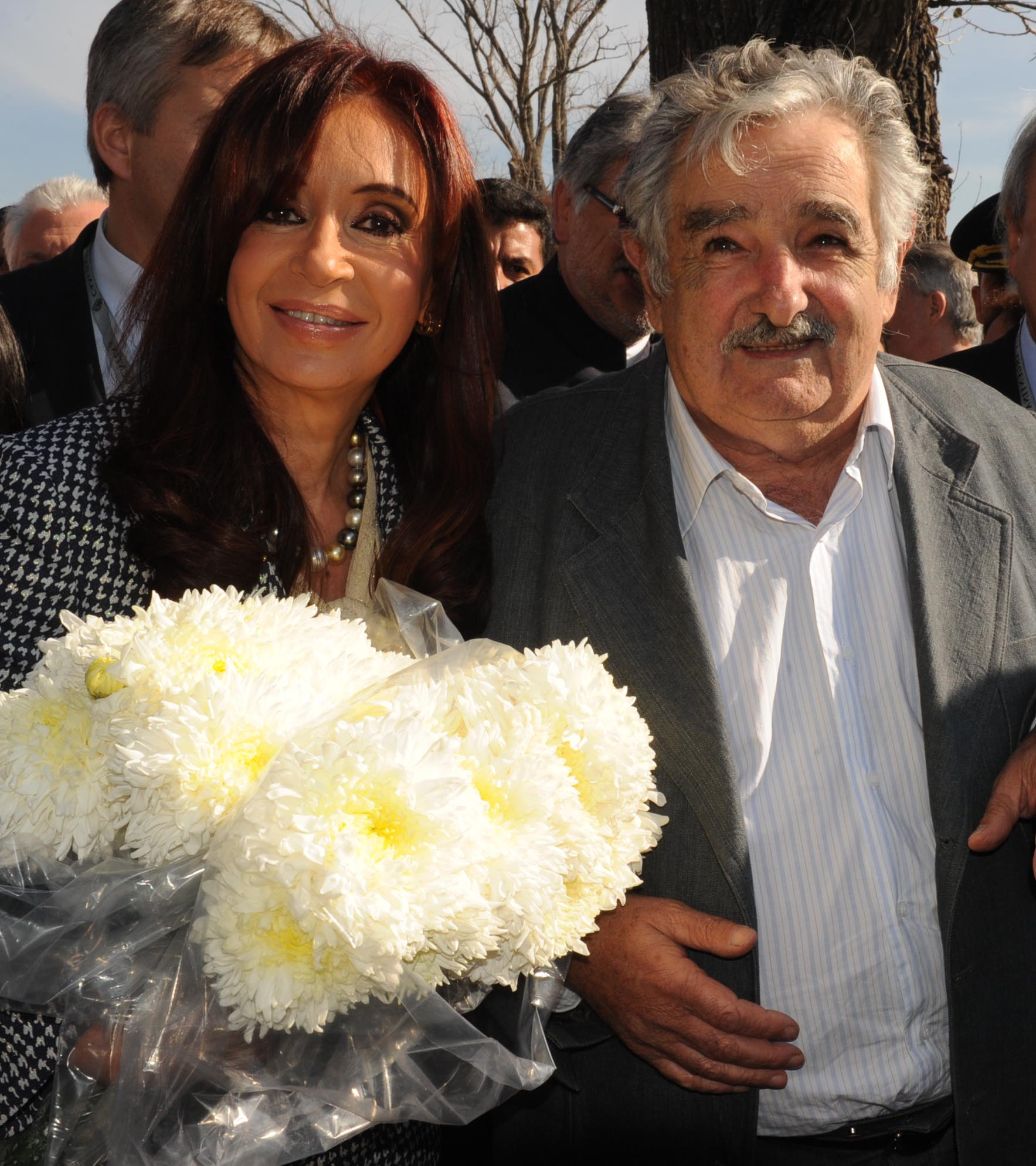
A presidente Cristina Fernandez com seu par do Uruguai, José Mujica, na cúpula da Unasul em 2010.

A Argentina tem uma embaixada em Montevidéu, quatro consulados (em Colonia del Sacramento, Fray Bentos, Paysandú e Salto). O Uruguai tem uma embaixada em Buenos Aires e dois consulados gerais (em Córdoba e Rosário), três consulados (em Colón, Concordia e Gualeguaychú), e dois consulados honorários (em Mendoza e Neuquén).
Ambos os países foram membros fundadores do Mercosul e são membros plenos do Grupo dos 77, do Grupo do Rio, da Associação Latino-Americana de Integração, da Associação de Academias da Língua Espanhola, da Organização dos Estados Americanos, da Organização dos Estados Ibero-Americanos e da União de Nações Sul-Americanas.
O Uruguai, em 2009, manteve a sua política de recusar os direitos de aterrissagem para aviões militares do Reino Unido em seus voos para as Ilhas Malvinas, e em 2010 recusou a entrada no Porto de Montevidéu do contratorpedeiro britânico HMS Gloucester (D96).